# Campionatele Naționale de Bridge ale României
Jocul de strategie Bridge, considerat a fi un "sport al minții" precum șahul sau Go-ul, este practicat pe scară largă in România. De altfel istoria Bridge-ului are conexiuni neașteptate cu România. Prima informație cunoscută despre Bridge intr-o formă apropiată de cea modernă este din 1873, când un român pe nume Serghiadi l-a invățat sa joace pe un italian. Răspândirea rapidă a Bridge-ului modern in perioada 1930-1937 s-a datorat in mare parte lui Ely Culbertson, care s-a născut in România.
Federația Româna de Bridge organizează in fiecare an câteva zeci de competiții de bridge, evenimentul competitiv cel mai important fiind Campionatul Național. Acesta este organizat pe trei categorii: individual, perechi de 2 jucători, și echipe de 4 jucători.
În 2018, faza finală a Campionatului Național individual s-a desfășurat pe 18 noiembrie la București și a fost câștigată de Alexandru Mugioiu. La perechi, campionii au fost Cătălin Popescu si Silviu Iovescu. La echipe a câștigat clubul Locomotiva.
În 2019, Campionatul Național individual a fost câștigat de Mihnea Dobrescu. La perechi, campionii au fost Marina Stegăroiu și Marius Ionită, iar la echipe clubul Brașov a ieșit pe primul loc.

## References
1. ↑  Alan Truscott (2 februarie 1992). „Bridge”. The New York Times.
2. ↑  Culbertson, Ely (1940). The Strange Lives of One Man, An Autobiography. Chicago, Philadelphia, Toronto: The John C. Winston Company.
3. ↑  Enciclopedia Britanica. „Ely Culbertson”. Accesat în 4 noiembrie 2019.
4. ↑  Federația Româna de Bridge. „CN pe echipe, 2018”. Accesat în 4 noiembrie 2019.
5. ↑  Federația Româna de Bridge. „CN pe echipe, 2019”. Accesat în 4 noiembrie 2019.